# هان گو اون
هان گو اون (کره‌ای: 한고은; هانجا: 韓高恩؛ زادهٔ ۱۰ مارس ۱۹۷۵) بازیگر اهل کره جنوبی است. از آثاری که در آنها ایفای نقش کرده‌است می‌توان به خانواده مشهور (۲۰۱۰) و الهه آتش (۲۰۱۳) اشاره کرد.